# استرجاع النفايات العشوائي
استرجاع النفايات العشوائي غير الرسمي  هو عملية فرز يدوي باستخراج مختلف المواد القابلة لإعادة التدوير يمكن إعادة استخدامها من النفايات المختلطة في الحمولات المشروعة وغير المشروعة، والمستودعات، فنجد البطاريات المنفية في سلة المهملات، وفي مختلف نقاط التحويل، في شاحنات النقل أو في أي مكان آخر. عندما يمارس هذا النشاط في سلة المهملات، ونحن نستخدم مصطلح «اعمل للنفايات»، هذا النشاط هو أحد السبل لاسترداد النفايات، الوسائل الأخرى تستخدم للاسترجاع الأصلي (قبل أن تختلط مع النفايات الأخرى) أو لاسترداد النفايات بطريقة منظمة.

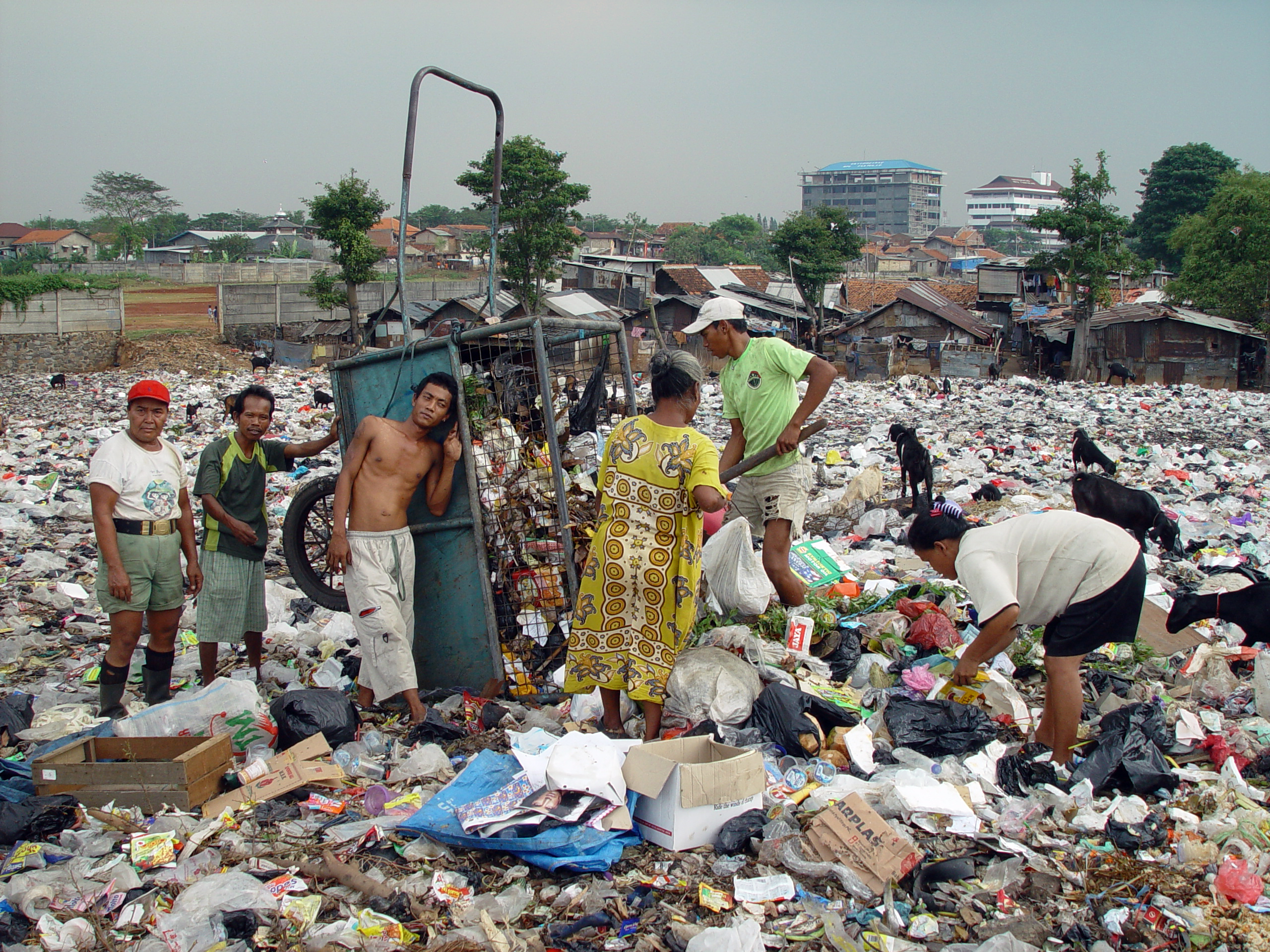
ملتقطي النفايات في جاكرتا واندونيسيا

هذا النشاط غير آمن في كثير من الأحيان، وغالبا محفوف بالمخاطر، وفي بعض الأحيان يكون محظوراً حسب الموقع، بالإضافة إلى ذلك فإن نظرة المجتمع حول الناس الذين ينخرطون في استعادة النفايات غير الرسمي هي نظرة سلبية: باستثناء حالات قليلة من الناس يفعلون ذلك لغرض علمي أو فني أو عمل مرتجل. هذا النشاط يمارس عامة من قبل أولئك الذين لديهم عدد قليل من الخيارات الأخرى، مثل سكان الأحياء الفقيرة في البلدان النامية. وهو جزء من أنشطة الاقتصاد غير المنظم.
ويقدر عدد ممارسي هذا النشاط وفقاُ للتقديرات بأنهم ما بين 2 و6 مليون شخص في جميع أنحاء العالم.

## التاريخ
كانت أعمال التنظيف معروفة في أوروبا، وخاصة في فرنسا وإيطاليا، حتى الستينات. وكانت في بلدات مثل غامبيتولا في شمال إيطاليا، حيث جعلت الناس يكتسبون ثروة من خلال استرداد الأشياء القديمة، ومواصلة هذه الحرفة القديمة من خلال استرجاع المعادن للصناعات الصلبة.

## المصطلحات
هناك عدة مصطلحات وجدت في اللغة الفرنسية تشير إلى هذا النشاط والأشخاص الذين يمارسونه، كما يكثر استخدامها في مجال التنمية عند الإنجليز. غالباً ما تستخدم اللغة الإنجليزية مصطلح الزبالة (تطبق أصلاً للحيوانات للإشارة إلى الزبالين)، وهي تحط جداً من قيمتهم، في حين أن خرقة كلمة (خرقة منقار)، إذا تم استخدام هناك عادة، مقيدة جدا لأنه يشير ان استعادة الأنسجة. حاليا الأكثر استخداما في اللغة الإنجليزية ملتقطي النفايات كلمة في الدراسات، التي تترجم عادة باسم التعافي من النفايات أو القمامة بيك اب (وأحيانا عن طريق إضافة صفة «غير رسمية» للتمييز الزبالين المهنية)، أو جامع النفايات. تستخدم أيضا «القمامة» بدلا من «النفايات».
هناك العديد من الأسماء المحلية أيضا أو الأسماء التي ويفضل في بعض الأحيان: على سبيل المثال، فإننا نتحدث عن Zabbalin («القمامة» في العربية الفصحى) في مصر، cartoneros في الأرجنتين، chifonye هايتي، kacharawala في دلهي، توكاي بنغلاديش kabaris إلى كراتشي، pepenadores المكسيك basuriegos كولومبيا catadores البرازيل boujouman السنغال وإندونيسيا Pemulung ...: هذه الأسماء غالبا ما تشير إلى المواد الرئيسية (الورق المقوى والخرق) التي تم استردادها.

## أنواع النفايات المسترجعة واستخداماتها
هناك ثلاثة أنواع رئيسية لجمع النفايات: مدى حياتها القصير لاحتمال إعادة التأهيل وإعادة البيع، وأخيرا لاستخدامها الاحترافي «تحويل» نوع مبتكر أو علمي.
نفايات الموجودة لإعادة الاستخدام الفوري: عامة هي النفايات الصالحة للأكل مثل بقايا الطعام والمنتجات التي يتم التخلص منها بعد أن تجاوزت صلاحية الإستهلاك ولكن لا تزال جيدة، هذه المنتجات موجهة إلى الإستهلاك بعد فترة وجيزة. وهي توجد على مقربة من الأسواق أو محلات السوبر ماركت والمطاعم في البلدان المتقدمة.
النفايات الموجهة لإعادة بيعها: العديد من الأشياء المتخلص منها يمكن استعادة قيمتها السوقية بتكلفة منخفضة، وبالتالي تحصل على المال من وجودها، أساسية وهامة في الأماكن الفقيرة والتي تتميز بانتشار البطالة العالية جدا. هذا الاستخدام يخلق فرص العمل في حد ذاته، ويبقى الشكل السائد للانتعاش في البلدان التنمية.
النفايات الموجهة للاستخدام «الحرفي»: هذه الحالة ضئيلة للغاية مقارنة مع الاثنين الآخرين. يتعلق الأمرخصوصا باسترجاع النفايات القيمة«المثيرة» وذلك للإبداع الفني، وذلك لدراسة سوسيولوجية أو للتحقيق.
وبالإضافة إلى هذه الاستخدامات الثلاثة، قد يكون للنفايات منافع أخرى. في السهول الفيضية، حيث يمكن استخدام النفايات للردم على حسب المواد المتاحة لذلك: على سبيل المثال، في مناطق كاب هايتيان مبنية على مستنقعات المانغروف، وتتكون التربة من50٪ من النفايات المنزلية. تستخدام النفايات أيضا لتشكيل السدود المؤقتة ضد المد والجزر والأمواج.

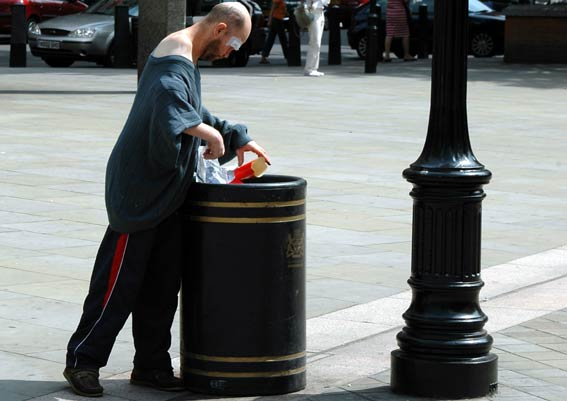
رجل يبحث عن الطعام في مكب نفايات

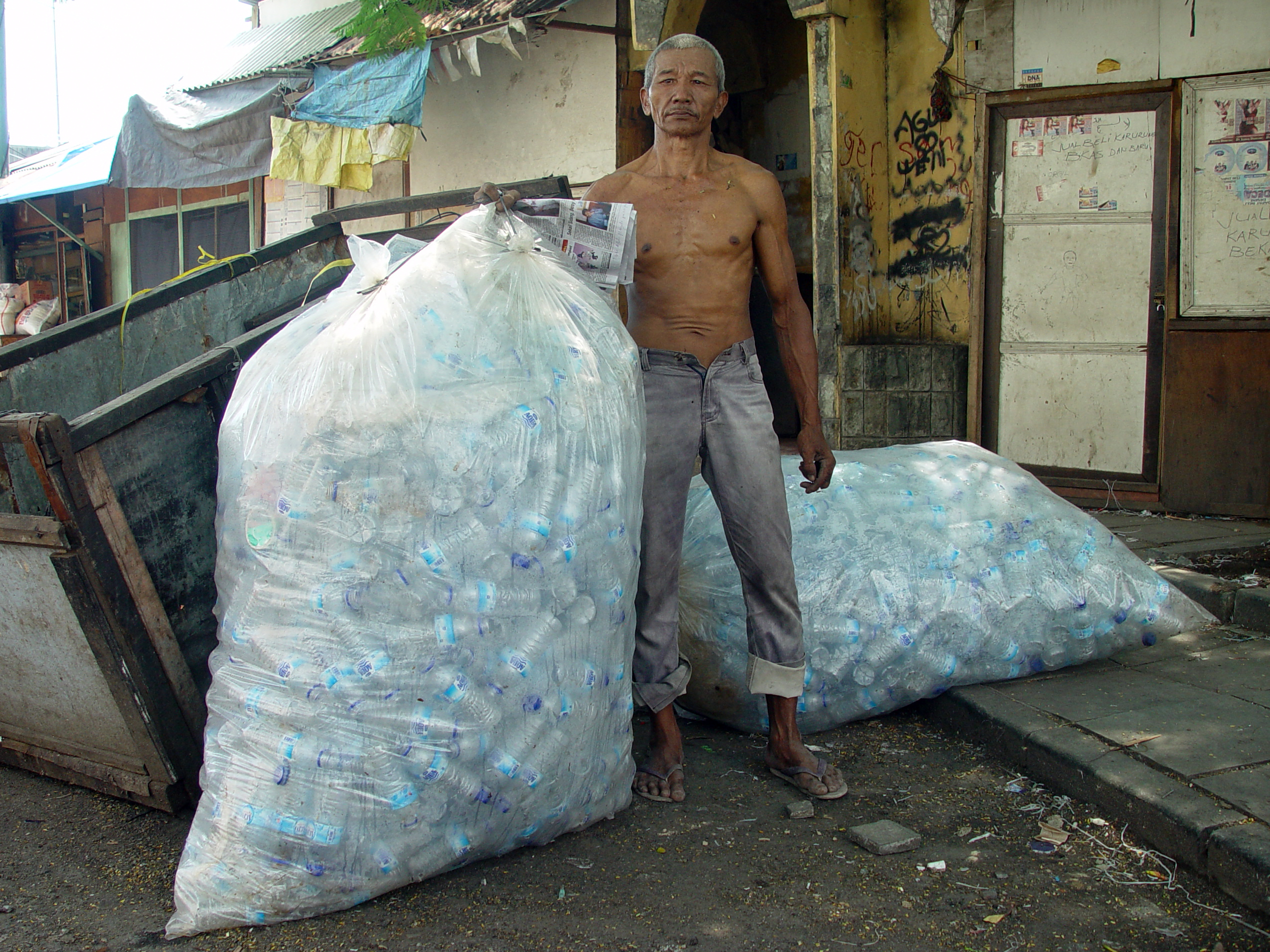
مقيم من جاكرتا يسترجع النفايات البلاستيكية

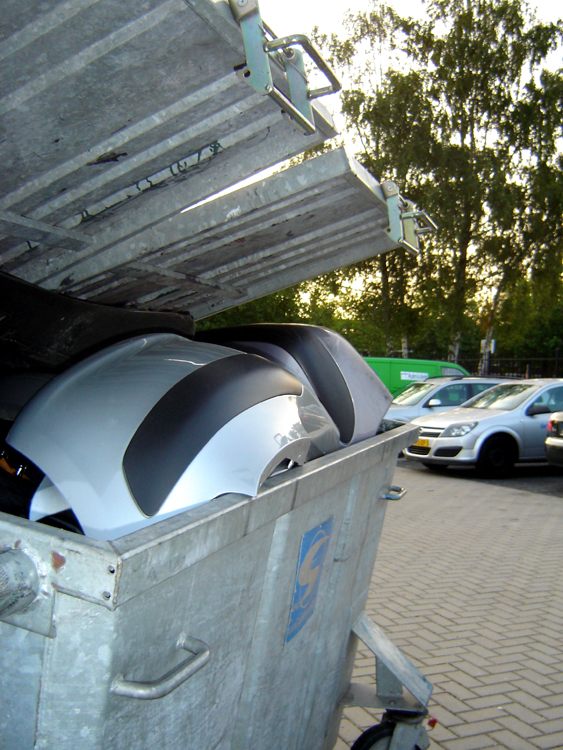
مكب نفيات لورشة عمل محركات يحتوي على مواد ذات قيمة عالية

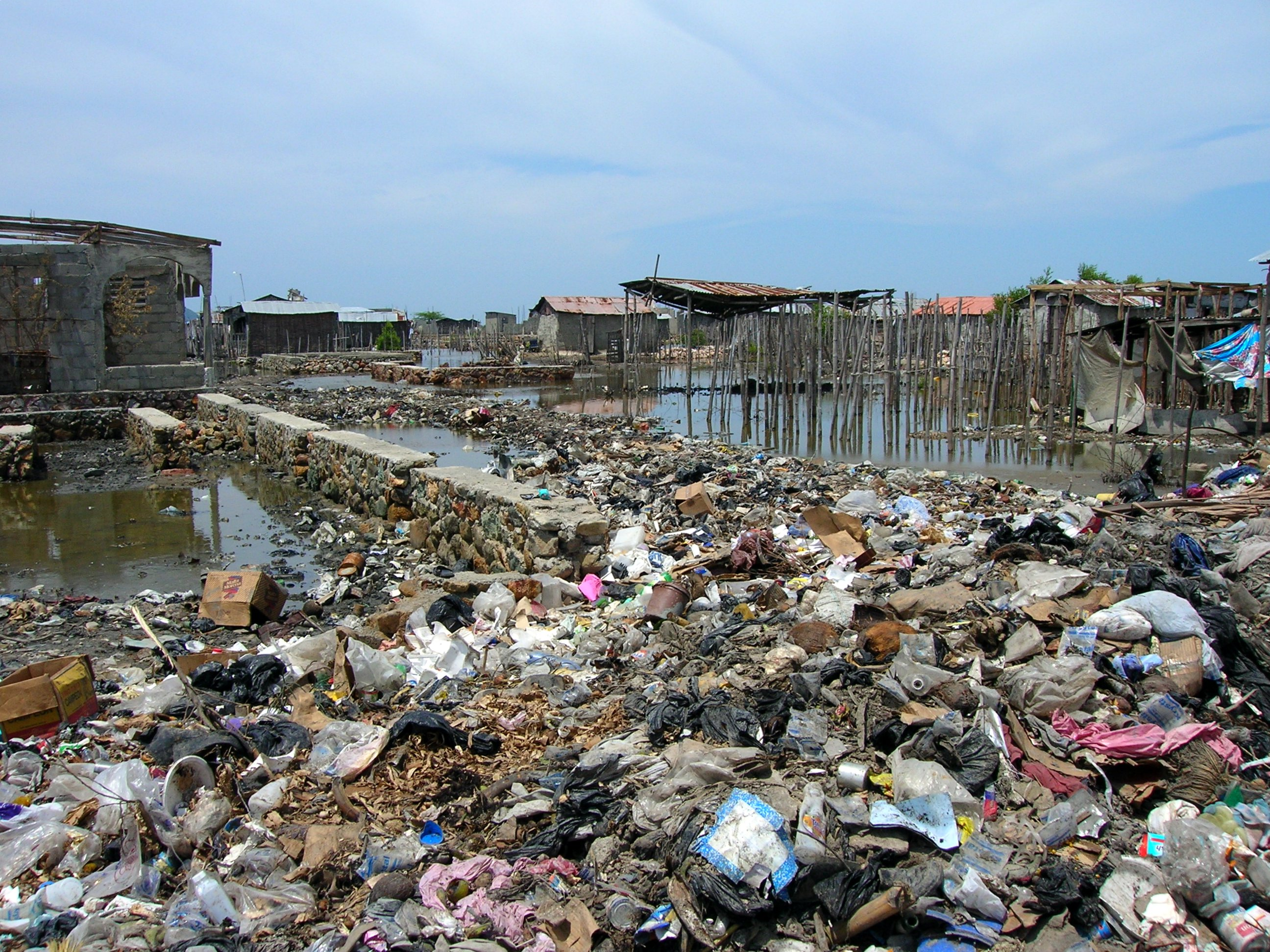
جمع النفايات الصلبة عن طريق الشاحنات

## توضيح للاستخدامات المختلفة للمواد المسترجعة

### الأنشطة
إذا كان الجمع هو النشاط الأكثر وضوحا (لأنه في كثير من الأحيان الصورة الأكثر اثارة للصدمة)، فإنه ليس النشاط الوحيد الذي هو جزء من الاسترجاع. وتشمل هذه الأنشطة الجمع (في المصدر، في الشوارع وفي مكبات النفايات)، والتثمين أو التحويل، والشراء وإعادة البيع. في هذه النقطة، فتضم النفايات التي تجد مكانها وقيمتها في الاقتصاد المنظم أو الصناعة والمواد المعاد تدويرها.

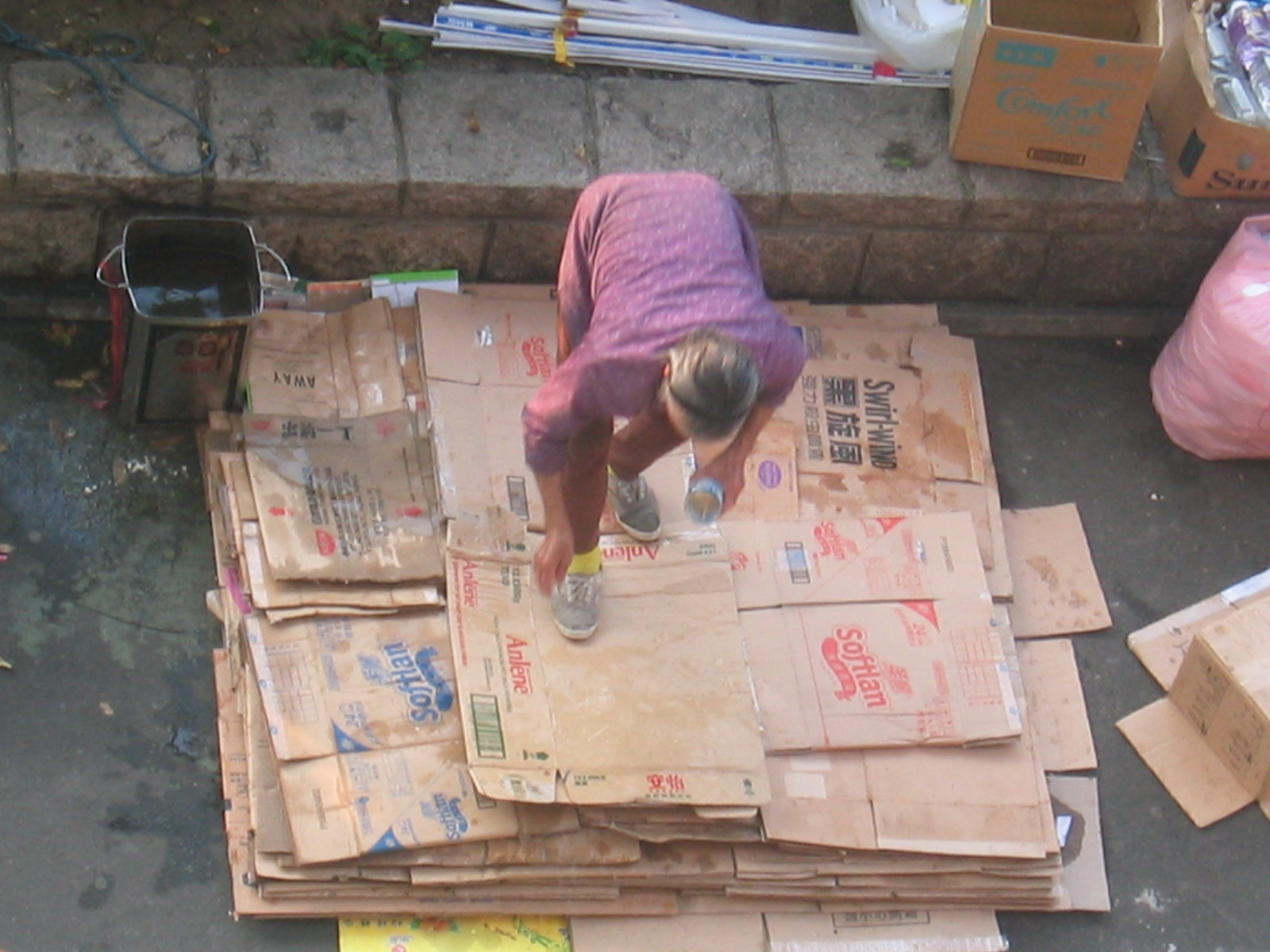
امراة من هونغ كونغ تجمع الورق وتثمنه

### وصف الأنشطة
الجمع يتم في نقاط مختلفة.في الجبال المسترجعون يمكنهم رمي النفايات في المحارق، مما يتيح لهم الحصول على كميات أقل من النفايات الملوثة. تم العثور على هذه الممارسة في المناطق التي المعزولة عن الخدمة العامة المدن. بعض العمال مكلفين بهذه الخدمة ومأجورين على ذلك، إذا ضمنوا التخلص من جميع النفايات. ويمكن أيضا أن يتم جمع في صناديق البلديات أو في الشوارع، وخاصة حول الأسواق. وأخيرا، لا يزال المكان المفضل للتفريغ يعطى وفرة من النفايات. وفقا لمدافن النفايات وإشراك البلديات في ذلك، ويمكن الوصول إليها يكون حرا في أي وقت أو مقيدا في أوقات معينة للأشخاص المصرح لهم بدفع الرسوم. الناس الذين يدفعون الرسوم قد يكونون أيضا جزءا من النظام، وغالبا من الموزعين.
الفرز يمكن القيام به في نفس الوقت مع الجمع أو مرة واحدة بالنسبة للأشياء التي يتم بيعها إلى وسيط. الذي بدوره يفصل ما بين التي سيتم استخدامها والتي ترمي.
التثمين هو إضافة قيمة إلى النفايات؛ يمكن أن يكون تنظيف بسيط أو إصلاح للشيء ليتم بيعها مباشرة. ما بعد التقييم يأتي التحويل الذي يشبه إعادة التدوير، وإعادة استخدام المواد لشيء آخر: على سبيل المثال، فإن الفائدة من تدوير القماش لصنع الملابس أو الستائر. إصلاح المعادن لصنع الأشياء التي لا تحتاج إلى نوعية جيدة، كذلك التحفة المصنوعة من الورق والمعاد تدويره والبلاستيك.
وأخيرا، إعادة البيع ينطوي على إعادة تقديم المواد في الدائرة الاقتصادية الكلاسيكية. قد يكون هذا البيع في الشارع من قبل الجامع بنفسه يكون منظما في متجر، أوفي مقابل الصناعات في حالة المواد الخام.

### الأدوات
معظم الجامعين للنفايات يستخدمون أداتين فقط: باستخدام الربط المعادن لأعادتها إلى النفايات، وكيس من البلاستيك لجمعها.
استخدام المركبات كما هو مبين في الصورة، ويكون محجوزا للجماعات المنظمة نظرا لتكلفتها الباهظة.
تعتبر معدات الوقاية نادرة جدا، عندما كانت موجودة فإنها غالبا ما تكون نتيجة لعمل منظم محلي أو دولي.

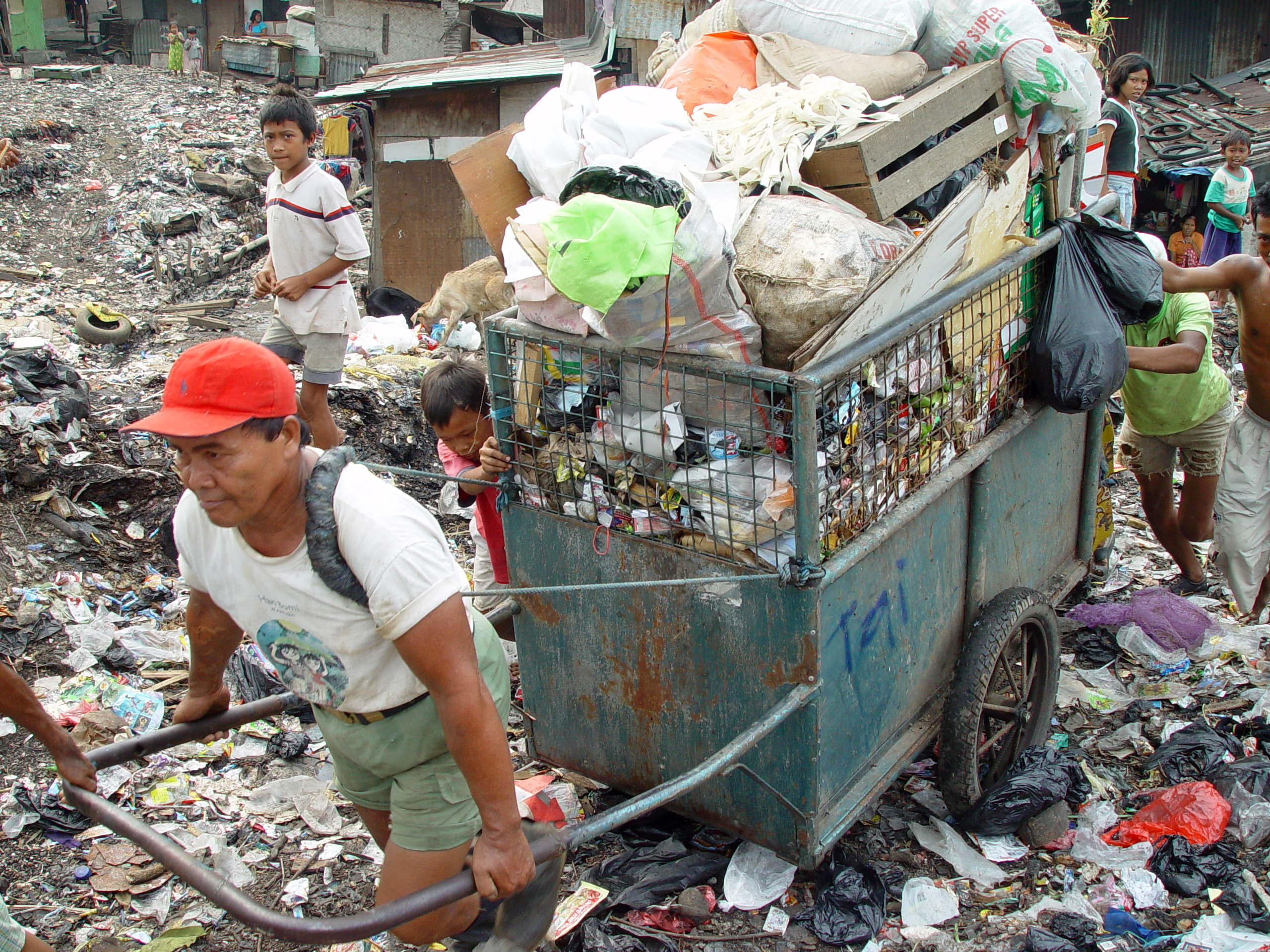
جامع النفايات يستعمل عربة لجمع النفايات

## الوضعية العالمية

### الاحصائيات
يعمل غالبية جامعي النفايات في القطاع غير المنظم، وعليه فإنه من الصعب تحديد عددهم بدقة في العالم. لكن يمكن عرض التقييمات الميدانية التي تعطي فكرة عن نسب في بعض المدن؛ على الصعيد العالمي، فمن مئات الآلاف وربما الملايين الذين يعيشون في هذا النشاط. في المدن الكبيرة في البلدان النامية، وهو تقدير عام 1988 بنسبة 2٪ من السكان الذين يعيشون في استعادة النفايات غير الرسمي، ويحتمل أن 1.6 مليون شخص فقط في البلدان أقل نموا و6.35مليون شخص في البلدان المنخفضة الدخل أي منخفضة نسبيا. إذا ومع ذلك نحن نستخدم معدل 6 ‰ من السكان التي تظهر في كثير من الأحيان في الجدول أدناه، حيث قدرت عدد إعادات التدوير غير الرسمية بـ 490000 في البلدان الأقل نمواً، و 1.92 مليون نسمة في جميع البلدان ذات الدخل المنخفض ومتوسطة منخفضة.

### الفائدة
إن عملية استرداد النفايات من حالة الفقر المدقع ونقص الموارد، لا تتم بتوفير ملتقطي النفايات من السكان الفقراء.بل نجد من بينهم المتسولين وكبار السن المعزولين.

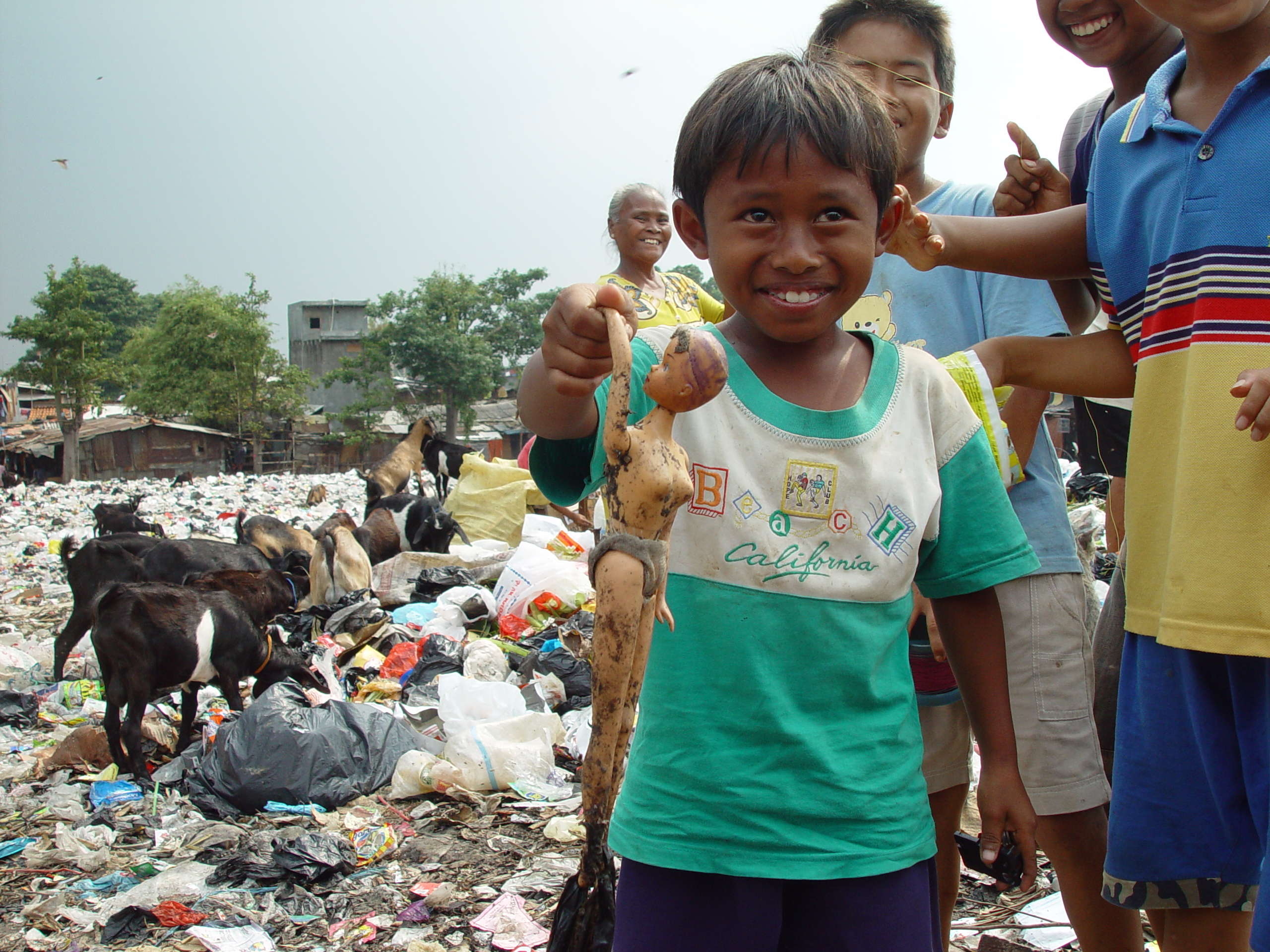
طفل يعثر على دمية في القمامة ويلقى اعجاب اقرانه

 أجور المسترجعين متناقض في كثير من الأحيان أعلى من خط الفقرب 1 دولار / يوم وحتى قد تتجاوز الحد الأدنى للدخل للدول: في رومانيا، مراهق يحصل على متوسط 125-300 يورو شهريا عندما كان الحد الأدنى للأجور 70 دولار ;في دار السلام مسترجع بالغ يكسب ما معدله 55 دولارا شهريا في عام 2004، في حين كان الحد الأدنى للدخل 45 دولارا. .في أمريكا اللاتينية الدخل يصل إلى ثلاثة أضعاف الحد الأدنى للدخل.
يكسب الأطفال أقل من البالغين: في سن المراهقة يحصل عادة 50٪ من الكبار ما يمكن أن يأمل به، في حين أن الدخل من الأطفال الصغار (أقل من 12 سنة) ما بين 10 و 25٪ من دخل شخص بالغ. ومع ذلك، الأطفال غالبا ما تسهم إسهاما كبيرا في دخل الأسرة، ما بين 30 إلى 40٪ في كلكتا، والتي قد تدفع الآباء على إرسالهم إلى المدارس. تكسب النساء أيضا أقل من الرجال، والعمل في الغالب ليلا ويغلب عليه وظائف اجرتها أفضل (سائقي الشاحنات، وتجار التجزئة على نطاق أوسع)؛ ومع ذلك يمكن لهذا النشاط أن توفر للمرأة وسيلة لكسب دخل مستقل، وبالتالي الخروج من دائرة الفقر.

### الدوافع
الدوافع وراء هذا النشاط تختلف بين البالغين والأطفال. للبالغين، والأسباب الرئيسية هي عدم وجود عمل بديل (في كثير من الأحيان بسبب تدني مستوى التعليم أو التمييز)، والحاجة إلى الدخل العالي والمرونة التي تقدم في أوقات وأماكن العمل.
الأسباب المختلفة للأطفال، ويمكن أن تشمل: 
- عدم قدرة الوالدين في العمل (العجز، والمرض، وإدمان الكحول) وبالتالي يصبح الأطفال مسؤولين عن الأسرة؛
-عدم وجود المدارس المتاحة، وعدم وجود جاذبية من المدارس أو تكلفة الرسوم المدرسية، وعدم الاهتمام بالتعليم؛
-اعتباره جمع القمامة توفر معيشته، أو يقع مكب النفايات بالقرب من مكان المعيشة؛
-يعتبر الأطفال أكثر يقظة لفرز وجمع القمامة، واجروهم اقل، وخلال هذا الوقت، وأنهم لا يحتاجون إلى مكان لتركهم فيه حين يعمل الآباء. 
- ينظر إلى عمل الأطفال بأنه «طبيعي» (كما غيرها من الأنشطة: بائع المياه، المساعدات لسائقي الحافلات...)، أو الأطفال المشاركين في الأنشطة الأسرية؛
-تعليم ضئيل ولابديل عنه.
يبقى الجوع دافعا كبيرا للاهتمام بالقمامة، وهذا النشاط كونها أقل خطورة من الطيران. الكاتب جان زيغلر يتحدث عن استرجاع القمامة عن الطعام في  إمبراطورية العار. زيارة تفريغ في مدينة برازيليا، وقال انه يلاحظ الأطفال والمراهقين الذين فرزوا ووضعوا القمامة في شاحنات، تحت إشراف رئيس العمال . بعض العربات تحتوي على الورق، والأجزاء المعدنية، والزجاج المكسور.
«إن العديد من الشاحنات التي تنقل المواد الغذائية ... تصدر رائحة كريهة، والألوان غامضة. في المزيج يوجد الدقيق، والأرز، الخضروات وقطع اللحم، ورؤس الأسماك والعظام - وأحيانا أرانب أو فئران. رائحة فظيعة من معظم أحواض المياه».

### علم الاجتماع
حصة المرأة في الانتعاش عالية: 38٪ في بنوم بنه أو 60٪ في هانوي، وعادة ما تكون من أجل من 50٪، وهذه الأرقام تترتبط في كثير من الأحيان بالجامعين وليس التجار. فاستعادة النفايات تشمل عمل الأطفال. ووفقا للدراسة المذكورة أعلاه، فان الأطفال يمثلون أكثر من نصف المسترجعين، حيث تتراوح أعمارهم 4-5 سنوات و 18 سنة.
الأقليات في كثير من الأحيان على الممثلة بين جامعي، سواء الأقليات الدينية أو العرقية [24]: الأقباط المسيحيين هم أكثر من نصف جامعي في مصر، فضلا عن المسلمين في كلكتا. رومانيا، ومعظمهم من الغجر، والداليت في الهند. كما يمكن أن يكون الأجانب إلى البلاد، مثل السوريين والفلسطينيين في لبنان والأفغان في باكستان أو بنجلاديش في دلهي. هناك أيضا العديد من المهاجرين الجدد من الريف أو الفارين من الكوارث، لكنها جزء من الأقليات واضحة.